# Otto Wilhelm Madelung
Otto Wilhelm Madelung (Gotha, 15 maggio 1846 – Gottinga, 22 luglio 1926) è stato un chirurgo tedesco.
Suo figlio, il fisico Erwin Madelung (1881-1972), scoprì la costante di Madelung.

## Carriera
Nel 1869 conseguì il dottorato in medicina presso l'Università di Tubinga, in seguito servì in un ospedale militare durante la guerra franco-prussiana. Successivamente lavorò come assistente chirurgico a Bonn, e nel 1873-74 lavorò come assistente presso la clinica patologica di Georg Eduard von Rindfleisch (1836-1908).
Nel 1874 visitò la Gran Bretagna e gli Stati Uniti. Nel 1881 divenne professore assistente di chirurgia presso l'Università di Bonn, Rostock (dal 1882) e Strasburgo (dal 1894). Dopo l'acquisizione francese di Strasburgo dopo la prima guerra mondiale, Madelung fu sollevato dalle sue funzioni, e successivamente si ritirò a Gottinga.

### Contributi in medicina
Otto Madelung è ricordato per il suo lavoro con un disturbo ortopedico noto come deformità di Madelung, definito come una progressiva curvatura dell'osso del radio nell'avambraccio. La condizione fu menzionata in precedenza da Guillaume Dupuytren nel 1834, Auguste Nélaton nel 1847 e Joseph-François Malgaigne nel 1855, tuttavia Madelung fu il primo medico a fornire una descrizione clinica completa.
Madelung descrisse anche una forma benigna di lipomatosi, caratterizzata da depositi simmetrici di tessuto adiposo nella zona del collo, della fascia scapolare, delle braccia e del tronco superiore del corpo. Oggi, questo disturbo va da diversi nomi, tra cui "lipomatosi simmetrica benigna", "Sindrome di Madelung" e "lipomatosi simmetrica multipla".

## Opere
- Die spontane Subluxation der Hand nach Vorne. Verhandlungen der deutschen Gesellschaft für Chirurgie, Berlin, 1878; 7: 259–276.
- Zur Erleichterung der Sehnennaht. Centralblatt für Chirurgie, Lipsia, 1882.
- Das Stadt-Krankenhaus in Rostock. In: Julius Uffelmann (1837–1894): Hygienische Topographie der Stadt Rostock. Rostock, 1889.